# Kölleda
Kölleda è una città di 6 228 abitanti della Turingia, in Germania.
Appartiene al circondario di Sömmerda ed è parte della Verwaltungsgemeinschaft Kölleda.

## Storia
Il 1º gennaio 2019 venne aggregato alla città di Kölleda il comune di Beichlingen.